# عيسى بن مسكين
أبو موسى عيسى بن مسكين بن منصور بن محمد الأفريقي، (ولد بمدينة مسجد عيسى سنة 214هـ وتوفي به سنة 295هـ) من شيوخ المالكية في بلاد المغرب الكبير، وهو أحد علماء العهد الأغلبي، تلميذ الإمام سحنون وخليفته في القضاء بالقيروان،

## تاريخ
روي أنه رأى الامام محنونا قبل وفاته في المنام وقد قلّده قلادة.
«وكان إذا استفتى محمد بن سحنون وابن مسكين حاضر قال: أفته يا أبا موسى! وكان إذ قيل لأهل العراق: عندكم مثل عيسى بن مسكين؟ فيفخّمونه، ويقولون: ذلك أفضلكم وأفضلنا.»
بعد وفاة الامام سحنون أراد الأمير الأغلبي إبراهيم بن أحمد أن يولي (يحيى بن عمر) قضاء القيروان فقال له (يحيى بن عمر) دفين سوسة: «إن دللتك على من هو خير منّي تعفني؟ قال: نعم!» فدلّه على عيسى بن مسكين، فولاّه القضاء بعد امتناعه وإجماع الناس عليه، ولما ولي القضاء وقدم القيروان رأته امرأة في زيّ جمّال على حمار وبردعة وسترة، فقالت: «أيّ قاض؟ وأي شكل؟ فسمعها فقال: واللّه لقد قلت لهم هذا!»
بقي زهاء تسع سنوات في القضاء، أخضع خلالها جميع الناس للوقوف سواء أمام العدالة وحاول الأمير التدخل مرة في القضاء فأجابه بقوله تعالى: {ويا قومي مالي أدعوكم إلى النجاة وتدعونني إلى النار} قال الأمير: «هذا رجل يحاربنا باللّه، اتركوه وشأنه.»

## وفاته
بعد إعفائه من القضاء بطلب منه رجع إلى قريته ولازم معصرته يعلّم بناته وبنات أخيه القرآن الكريم حتى أدركته المنيّة ودفن بضيعته وضريحه معروف بين قريته وقرية سيدي عامر، وكان يتمون من تلك الضيعة بخبز الشعير والتين طيلة إقامته بالقيروان، ولم يأخذ أجرة أبدا على القضاء.
ينسب إليه ابن فرحون في كتابه (الديباج المذهب) الكثير من الكرامات ومنها أنه مرّ بناحية مدينة المهدية (قبل تأسيسها طبعا) وغرس سيفه في رمال الشاطئ وقال (هنا تظهر البدعة) وهو يعني (المذهب الشيعي).
حققه سيرته المؤرخ حسن حسني عبد الوهاب، وإليه ينسب بلد مسجد عيسى (ولاية المنستير).
يزعم البعض أن ضريحه بنواحي صفاقس.